# Birger Nerman
Birger Nerman, né le 6 octobre 1888 et mort le 22 août 1971, est un archéologue, historien et philologue suédois spécialisé dans l'histoire et la culture de l'âge fer en Suède.
Birger Nerman étudie à l'Université d'Uppsala, où il commence sa carrière en tant que professeur de philologie nordique. Il participe à des fouilles archéologiques sur l'âge de pierre et l'âge de fer en Suède, et se fait remarquer par ses efforts pour combiner les preuves archéologiques et philologiques. Les domaines étudiés par Birger Nerman comprennent Gamla Uppsala et Gotland.
De 1923 à 1925, Nerman il est professeur d'archéologie à l' Université de Dorpat, au cours de laquelle il contribue au développement de l'archéologie en Estonie. Au cours des années suivantes, il mène des fouilles à Grobiņa et ailleurs, dans le but d'étudier les relations entre la Suède et la Baltique orientale à l'âge du fer.
Birger Nerman est directeur du Musée historique de Stockholm de 1938 à 1954, au cours duquel il organise plusieurs expositions sur l'histoire suédoise. C'ést un nationaliste suédois qui s'oppose à la fois au nazisme et au communisme, et un défenseur reconnu de l'indépendance des États baltes. Il est l'auteur de plusieurs ouvrages savants sur l'archéologie de l'âge du fer et d'ouvrages populaires sur la culture et l'histoire ancienne de la Suède.

## Biographie

### Jeunesse et éducation
Birger Nerman naît le 6 octobre 1888 à Norrköping en Suède. Il est le fils de Janne Nerman, libraire, et d'Ida Nordberg.
Il devient étudiant en philologie à l'Université d'Uppsala en 1907, où il  obtient son doctorat en 1913 avec une thèse intitulée Svärges hedna litteratur (la littérature païenne suédoise), qui porte sur l'Ynglingatal. Parmi ses professeurs à Uppsala se trouve Knut Stjerna, qui laisse une forte influence sur lui. En étudiant la littérature norroise et vieil-anglaise, Birger Nerman soutient que des œuvres telles que Beowulf contiennent des traces de la littérature orale suédoise de la période de migration. Sa thèse est critiquée par plusieurs philologues pour son utilisation de preuves archéologiques. Cette critique l'encourage à se concentrer davantage sur l'archéologie plutôt que sur la philologie, bien qu'il continue à préconiser la coopération entre les deux disciplines tout au long de sa carrière.

### Début de carrière

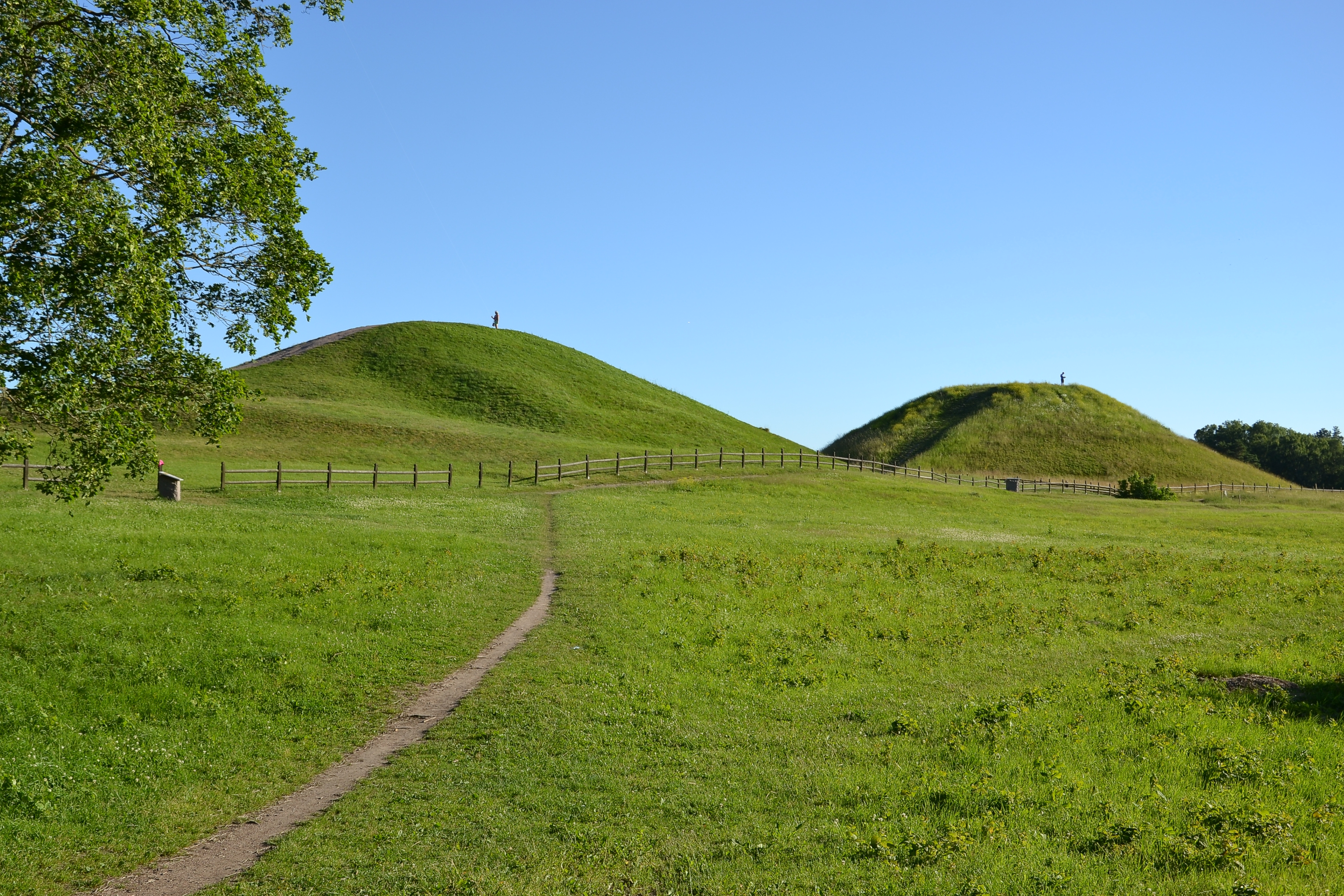
Mounds royaux à Gamla Uppsala, où Birger Nerman a mené une grande partie de ses premières recherches. Dans ses études sur les débuts de la Suède, Nerman a cherché à combiner les preuves archéologiques de Gamla Uppsala avec les preuves de la littérature du vieil anglais et du vieux norrois.

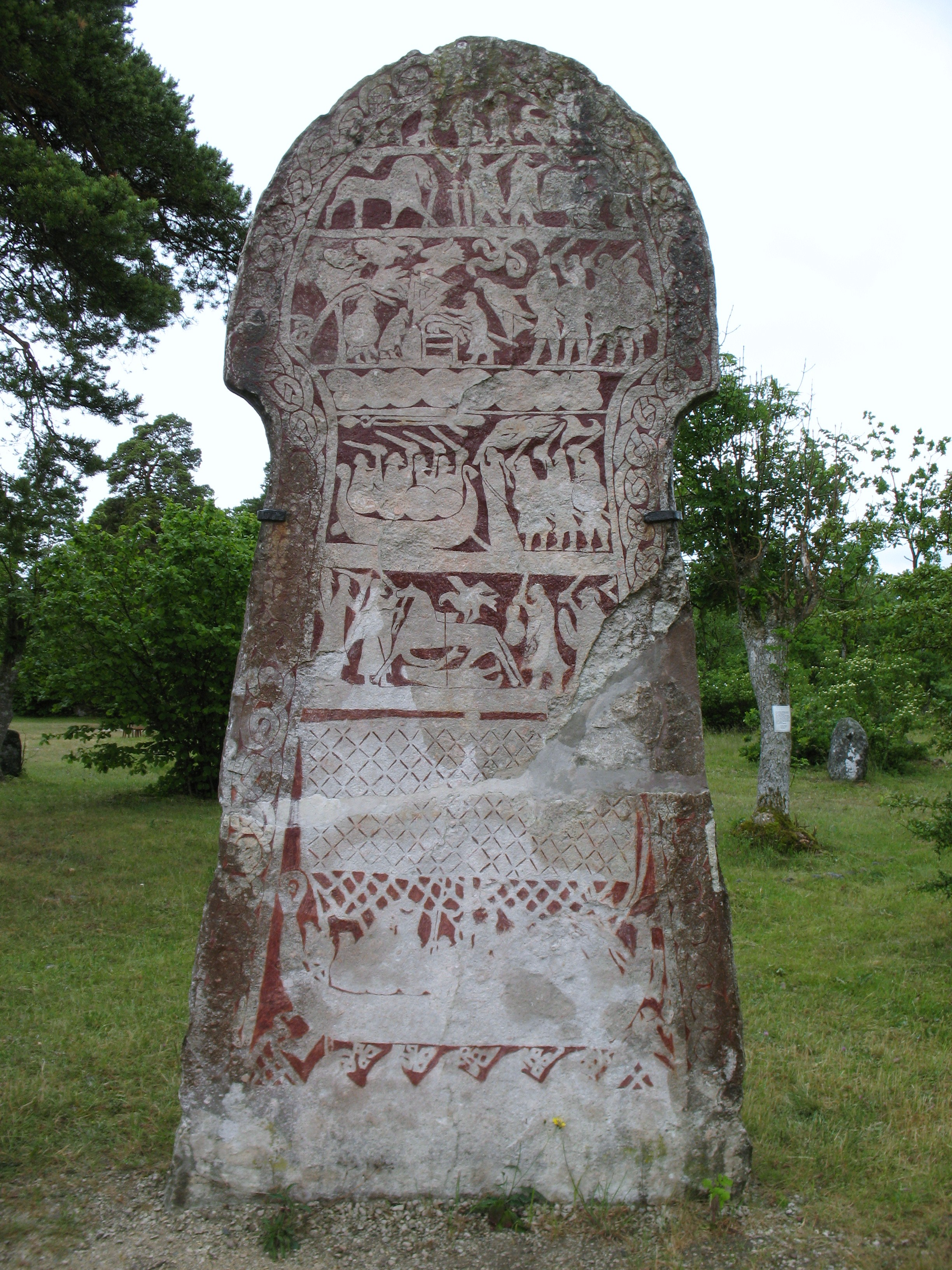
La pierre Stora Hammars I de Gotland. Birger Nerman est connu pour ses recherches archéologiques sur le Gotland de l'âge du fer.

Avec Stjerna et plus tard Oscar Almgren, Birger Nerman s'implique de plus en plus dans la recherche archéologique sur l'âge de pierre et l'âge du fer suédois. En combinant des preuves philologiques et archéologiques, il cherche à mieux comprendre l'histoire et la culture de la Suède de l'âge du fer. Ses travaux à cet égard sont accueillis positivement par de nombreux archéologues suédois, dont Oscar Montelius, et par des philologues. Il  participe à des fouilles à Gamla Uppsala, Vendel et Adelsö. Ses fouilles à Gamla Uppsala sont effectuées avec Sune Lindqvist.
À partir de 1914, il s'implique de plus en plus dans les fouilles archéologiques de Gotland et des pays baltes. Le lien entre ces deux régions à l'âge du fer devient un sujet de grand intérêt pour lui. Ses publications sur l'archéologie de l'âge du fer du Gotland, dont beaucoup sont co-écrites avec Almgren, deviennent des ouvrages de référence sur le sujet.
À l'Université d'Uppsala, il est nommé professeur adjoint en 1917 et maître de conférences en 1919. Pendant cette période, il donne des conférences sur la philologie nordique, en particulier sur les sagas. Il obtenu une filosofie licentiat en préhistoire en 1918.

### Recherche dans l'est de la Baltique
De 1923 à 1925, il est professeur d'archéologie à l'Université de Dorpat, au cours de laquelle il jette les bases de l'archéologie moderne en Estonie. Ses années à Dorpat seront déterminantes pour ses futures études. Il mène des recherches archéologiques à Izboursk, en Estonie, en 1924.
Parallèlement à ses fonctions à l'université, Brger Nerman écrit un certain nombre d'ouvrages sur l'histoire suédoise destinés à un public populaire. Dans En utvandring från Gotland och öns införlivande med Sveaväldet (1923) et Det svenska rikets uppkomst (1925), il soutient que les Suédois avaient un État puissant et se sont engagés dans de vastes entreprises de colonisation dans l'est de la Baltique dès l'Âge de Vendel. Nationaliste suédois, plusieurs de ses œuvres doivent être perçues non seulement comme des contributions scientifiques, mais aussi comme des manifestations de son patriotisme.
En 1929-1930, il mène des fouilles à Grobiņa, en Lettonie. Les résultats des fouilles sont  publiés dans Die Verbindungen zwischen Skandinavien und dem Ostbaltikum in der jüngeren Eisenzeit (1929). Il pense que Grobiņa avait été fondée en tant que colonie suédoise / gotlandaise, et qu'elle était identique à la ville de Seeburg mentionnée par Rimbert dans Vita Ansgarii. Les sépultures scandinaves examinées par Birger Nerman à Grobiņa datent de 650 apr. J.-C. et sont donc antérieures à l'ère des Vikings. Les découvertes à Grobiņa l'encouragent à mener des recherches plus approfondies à Apuolė et Wiskiauten en 1931.

### Directeur du Musée d'histoire suédois
Après son retour de Dorpat, Birger Nerman travaille pour le Musée d'histoire suédois, dont il est le directeur de 1938 à 1954. Il supervise la rénovation du bâtiment du musée et organise un certain nombre d'expositions couronnées de succès. Birger Nerman déploie beaucoup d'efforts pour rendre les collections du musée aussi accessibles que possible au public. Il cumule ses fonctions au musée avec des engagements en tant qu'auteur et orateur public.
Birger Nerman est actif dans des organisations œuvrant pour la préservation du patrimoine national suédois, en tant que secrétaire (1929-1939) et président (1939-1969) de la Swedish Antiquarian Society. Dès l'époque où il est professeur d'université en Estonie, il a une prédilection pour les pays baltes et leurs peuples. Il joue un rôle de premier plan dans la création de l'Institut balte, et est le président fondateur du Comité balte. Birger Nerman est un défenseur de l'indépendance des États baltes et des droits des Baltes et des Estoniens. Pendant la Seconde Guerre mondiale, il est membre d' organisations anti-nazies et anticommunistes.
Birger Nerman prend sa retraite du Musée suédois d'histoire en 1954. Après sa retraite, il continue à écrire des ouvrages sur l'archéologie suédoise.

### Vie privée
Birger Nerman épouse Zelma Nerman le 21 janvier 1932. Il meurt le 22 août 1971 à Stockholm. Il laisse dans le deuil deux filles et plusieurs petits-enfants.

## Publications
- (sv) Studier över Svärges Hedna Litteratur, Uppsala, K. W. Appelbergs Boktryckeri, 1913 (lire en ligne)
- (sv) Vilka konungar ligga i Uppsala Högar?, Uppsala, K. W. Appelbergs Boktryckeri, 1913 (lire en ligne)
- (sv) Svärges älsta konungalängder som källa för svensk historia, Uppsala, K. W. Appelbergs Boktryckeri, 1914 (lire en ligne)
- (sv) Det forntida Stockholm, Stockholm, V. Petterson, 1922 (lire en ligne)
- (Avec Oscar Almgren) (de) Die ältere Eisenzeit Gotlands, vol. 1-2, Stockholm, Ivar Haeggström, 1923 (lire en ligne)
- (sv) En utvandring från Gotland och öns införlivande med Sveaväldet, Stockholm, Almqvist & Wiksell, 1923 (lire en ligne)
- (de) Die Herkunft und die frühesten Auswanderungen der Germanen, Stockholm, Akademiens Förlag, 1924
- (sv) Det svenska rikets uppkomst, Stockholm, Ivar Haeggström, 1925 (lire en ligne)
- (de) Die verbindungen zwischen Skandinavien und dem Ostbaltikum in der jüngeren eisenzeit, Stockholm, Akademiens Förlag, 1929 (lire en ligne)
- (en) The Poetic Edda in the Light of Archæology, Londres, Viking Society for Northern Research, 1931 (lire en ligne)
- (de) Die Völkerwanderungszeit Gotlands, Stockholm, Verlag der Akademie, 1935 (lire en ligne)
- (sv) Sveriges rikes uppkomst, Stockholm, Skoglunds Bokförlag, 1941 (lire en ligne)
- (sv) Sveriges första storhetstid, Stockholm, Skoglunds Bokförlag, 1942 (lire en ligne)
- (sv) Gamla Upsala : Svearikets hjärtpunkt, Stockholm, Skoglunds Bokförlag, 1943 (lire en ligne)
- (sv) Tiotusen år i Sverige, Stockholm, Statens Historiska Museum, 1943 (lire en ligne)
- (sv) När Sverige kristnades, Stockholm, Skoglunds Bokförlag, 1945 (lire en ligne)
- (sv) Balticum skall leva!, Stockholm, Natur och Kultur, 1956 (lire en ligne)
- (sv) För Balticums frihet, Stockholm, Baltiska kommittén, 1969 (lire en ligne)
- (de) Die Vendelzeit Gotlands : Text, vol. 1, Stockholm, Almqvist & Wiksell, 1975 (lire en ligne)
- (de) Die Vendelzeit Gotlands : Tafeln, vol. 2, Stockholm, Almqvist & Wiksell, 1969 (lire en ligne)